# Coupe de Suisse de football

Ancien logo

Fondée en 1925, la Coupe de Suisse de football, officiellement abrégée Coupe Suisse est l'un des événements footballistiques les plus prisés de Suisse. C'est une compétition à élimination directe. Elle s'est appelée Swisscom Cup entre 2003 et 2006 et est actuellement nommée Helvetia Coupe Suisse.
Le vainqueur est qualifié pour le troisième tour de qualification de la Ligue Europa.

## Histoire
La Coupe Suisse a vu le jour en le 27 juin 1925 sur l'initiative d'Eugen Landolt, alors président du FC Baden.
Auparavant elle a été précédée par l'Anglo Cup disputée de 1910 à 1913, puis par la Och Cup en 1921 et 1922. En 1925, un match, qui comptait aussi pour le championnat, opposa les vainqueurs des deux premières Och Cup afin de déterminer qui en serait le vainqueur définitif. Ce trophée a été créé par l'équipementier sportif Och Frères.

## Formule
Les clubs de Super League ainsi que de Challenge League sont directement qualifiés pour les 32e de finale. Le FC Vaduz n'est pas autorisé à y participer car il participe à la Coupe du Liechstenstein. À ceux-ci s'ajoutent 11 clubs de 1re ligue et 26 clubs de ligue amateur. Ces derniers doivent se qualifier dans des épreuves éliminatoires régionales.
En 32e de finale, les clubs de Super League et de Challenge League ne peuvent pas se rencontrer. Les clubs de ligue inférieure ont l'avantage du terrain.
En 16e de finale, les clubs de Super League ne peuvent pas se rencontrer. Les clubs de ligue inférieure ont l'avantage du terrain.
En 8e de finale, les clubs de ligue inférieure ont l'avantage du terrain.
Dans la suite de la compétition, le terrain est déterminé par tirage au sort.

## Palmarès
Ce classement tient compte uniquement des finales de la Coupe Suisse dès 1926.
| Rang | Club                    | Victoires | Dernier titre | Finales perdues | Dernière défaite |
| 1    | Grasshopper Club Zurich | 19        | 2013          | 12              | 2004             |
| 2    | FC Bâle                 | 14        | 2025          | 10              | 2020             |
| 3    | FC Sion                 | 13        | 2015          | 1               | 2017             |
| 4    | FC Zurich               | 10        | 2018          | 1               | 1981             |
| 5    | FC Lausanne-Sport       | 9         | 1999          | 7               | 2010             |
| 6    | BSC Young Boys          | 8         | 2023          | 8               | 2018             |
| 7    | Servette FC             | 8         | 2024          | 8               | 1996             |
| 8    | FC La Chaux-de-Fonds    | 6         | 1961          | 1               | 1964             |
| 9    | FC Lugano               | 4         | 2022          | 7               | 2024             |
| 10   | FC Lucerne              | 3         | 2021          | 4               | 2012             |
| 11   | FC Saint-Gall           | 1         | 1969          | 5               | 2022             |
| 12   | FC Granges              | 1         | 1959          | 3               | 1960             |
| 13   | FC Aarau                | 1         | 1985          | 2               | 1989             |
| 14   | SC Young Fellows        | 1         | 1936          | 1               | 1927             |
|      | Urania Genève Sport     | 1         | 1929          | 1               | 1932             |
| 16   | FC Wil                  | 1         | 2004          | -               | -                |
| 17   | Neuchâtel Xamax         | -         | -             | 5               | 2011             |
| 18   | AC Bellinzone           | -         | -             | 3               | 2008             |
| 19   | FC Thoune               | -         | -             | 2               | 2019             |
|      | FC Schaffhouse          | -         | -             | 2               | 1994             |
|      | FC Winterthour          | -         | -             | 2               | 1975             |
|      | FC Nordstern Bâle       | -         | -             | 2               | 1939             |
|      | FC Biel-Bienne          | -         | -             | 2               | 2025             |
| 24   | Yverdon Sport FC        | -         | -             | 1               | 2001             |
|      | FC Fribourg             | -         | -             | 1               | 1954             |
|      | FC Locarno              | -         | -             | 1               | 1951             |
|      | FC Cantonal Neuchâtel   | -         | -             | 1               | 1950             |
|      | FC Berne                | -         | -             | 1               | 1926             |

## Finales

### Anglo Cup
| Date | Vainqueur      | Finaliste            | Score | Lieu                     |
| ---- | -------------- | -------------------- | ----- | ------------------------ |
| 1910 | BSC Young Boys | FC Saint-Gall        | 1-1   | Vélodrome Hardau, Zurich |
| 1910 | BSC Young Boys | FC Saint-Gall        | 7-0   | Vélodrome Hardau, Zurich |
| 1911 | BSC Young Boys | Servette FC          | 3-1   | Vélodrome Hardau, Zurich |
| 1912 | BSC Young Boys | FC Fribourg          | 4-0   | Berne                    |
| 1913 | FC Bâle        | FC Weissenbühl Berne | 5-0   | Zurich                   |

### Och Cup
| Date | Vainqueur         | Finaliste            | Score | Lieu              |
| ---- | ----------------- | -------------------- | ----- | ----------------- |
| 1921 | FC Berne          | FC La Chaux-de-Fonds | 5-0   | Fribourg          |
|      | FC Berne          | FC Zurich            | 2-1   | Berne             |
| 1922 | FC Concordia Bâle | FC Étoile-Sporting   | 1-0   | La Chaux-de-Fonds |
| 1925 | FC Berne          | FC Concordia Bâle    | 2-0   | Berne             |

### Coupe Suisse
| Édition | Date          | Vainqueur                    | Finaliste               | Score            | Lieu                              |
| ------- | ------------- | ---------------------------- | ----------------------- | ---------------- | --------------------------------- |
| 1       | 11 avril 1926 | Grasshopper Club Zurich      | FC Berne                | 2-1              | Stade du Letzigrund, Zurich       |
| 2       | 3 avril 1927  | Grasshopper Club Zurich      | SC Young Fellows        | 3-1              | Stade Förrlibuck, Zurich          |
| 3       | 25 mars 1928  | Servette FC                  | Grasshopper Club Zurich | 5-1              | Stade des Charmilles, Genève      |
| 4       | 20 mai 1929   | Urania Genève Sport (1)      | BSC Young Boys          | 1-0              | Stade de Frontenex, Genève        |
| 5       | 23 mars 1930  | BSC Young Boys               | FC Aarau                | 1-0              | Stade du Wankdorf (ancien), Berne |
| 6       | 10 mai 1931   | FC Lugano                    | Grasshopper Club Zurich | 2-1 ap           | Stade Campo Marzio, Lugano        |
| 7       | 3 avril 1932  | Grasshopper Club Zurich      | Urania Genève Sport     | 5-1              | Stade du Hardturm, Zurich         |
| 8       | 9 avril 1933  | FC Bâle                      | Grasshopper Club Zurich | 4-3              | Stade du Hardturm, Zurich         |
| 9       | 2 avril 1934  | Grasshopper Club Zurich      | Servette FC             | 2-0              | Stade du Wankdorf (ancien), Berne |
| 10      | 19 mai 1935   | FC Lausanne-Sport            | FC Nordstern Bâle       | 10-0             | Stade de la Pontaise, Lausanne    |
| 11      | 13 avril 1936 | SC Young Fellows (1)         | Servette FC             | 2-0              | Stade Förrlibuck, Zurich          |
| 12      | 29 mars 1937  | Grasshopper Club Zurich      | FC Lausanne-Sport       | 10-0             | Stade du Wankdorf (ancien), Berne |
| 13      | 18 avril 1938 | Grasshopper Club Zurich      | Servette FC             | 2-2 ap           | Stade du Wankdorf (ancien), Berne |
| 13      | 19 juin 1938  | Grasshopper Club Zurich      | Servette FC             | 5-1              | Stade du Wankdorf (ancien), Berne |
| 14      | 10 avril 1939 | FC Lausanne-Sport            | FC Nordstern Bâle       | 2-0              | Stade du Wankdorf (ancien), Berne |
| 15      | 25 mars 1940  | Grasshopper Club Zurich      | FC Granges              | 3-0              | Stade du Wankdorf (ancien), Berne |
| 16      | 14 avril 1941 | Grasshopper Club Zurich      | Servette FC             | 1-1 ap           | Stade du Wankdorf (ancien), Berne |
| 16      | 22 mai 1941   | Grasshopper Club Zurich      | Servette FC             | 2-0              | Stade du Wankdorf (ancien), Berne |
| 17      | 6 avril 1942  | Grasshopper Club Zurich      | FC Bâle                 | 0-0 ap           | Stade du Wankdorf (ancien), Berne |
| 17      | 25 mai 1942   | Grasshopper Club Zurich      | FC Bâle                 | 3-2              | Stade du Wankdorf (ancien), Berne |
| 18      | 26 avril 1943 | Grasshopper Club Zurich      | FC Lugano               | 2-1              | Stade du Wankdorf (ancien), Berne |
| 19      | 10 avril 1944 | FC Lausanne-Sport            | FC Bâle                 | 3-0              | Stade du Wankdorf (ancien), Berne |
| 20      | 2 avril 1945  | BSC Young Boys               | FC Saint-Gall           | 2-0              | Stade du Wankdorf (ancien), Berne |
| 21      | 22 avril 1946 | Grasshopper Club Zurich      | FC Lausanne-Sport       | 3-0              | Stade du Wankdorf (ancien), Berne |
| 22      | 7 avril 1947  | FC Bâle                      | FC Lausanne-Sport       | 3-0              | Stade du Neufeld, Berne           |
| 23      | 29 mars 1948  | FC La Chaux-de-Fonds         | FC Granges              | 2-2 ap           | Stade du Wankdorf (ancien), Berne |
| 23      | 18 avril 1948 | FC La Chaux-de-Fonds         | FC Granges              | 2-2 ap           | Stade du Wankdorf (ancien), Berne |
| 23      | 27 juin 1948  | FC La Chaux-de-Fonds         | FC Granges              | 4-0              | Stade de la Pontaise, Lausanne    |
| 24      | 18 avril 1949 | Servette FC                  | Grasshopper Club Zurich | 3-0              | Stade du Wankdorf (ancien), Berne |
| 25      | 10 avril 1950 | FC Lausanne-Sport            | FC Cantonal Neuchâtel   | 1-1 ap           | Stade du Wankdorf (ancien), Berne |
| 25      | 18 mai 1950   | FC Lausanne-Sport            | FC Cantonal Neuchâtel   | 4-0              | Stade du Wankdorf (ancien), Berne |
| 26      | 26 mars 1951  | FC La Chaux-de-Fonds         | FC Locarno              | 3-2              | Stade du Wankdorf (ancien), Berne |
| 27      | 14 avril 1952 | Grasshopper Club Zurich      | FC Lugano               | 2-0              | Stade du Wankdorf (ancien), Berne |
| 28      | 6 avril 1953  | BSC Young Boys               | Grasshopper Club Zurich | 1-1 ap           | Stade du Wankdorf (ancien), Berne |
| 28      | 14 mai 1953   | BSC Young Boys               | Grasshopper Club Zurich | 3-1              | Stade du Wankdorf (ancien), Berne |
| 29      | 19 avril 1954 | FC La Chaux-de-Fonds         | FC Fribourg             | 2-0              | Stade du Wankdorf (ancien), Berne |
| 30      | 11 avril 1955 | FC La Chaux-de-Fonds         | FC Thoune               | 3-1              | Stade du Wankdorf (ancien), Berne |
| 31      | 21 mai 1956   | Grasshopper Club Zurich      | BSC Young Boys          | 1-0              | Stade du Wankdorf (ancien), Berne |
| 32      | 10 juin 1957  | FC La Chaux-de-Fonds         | FC Lausanne-Sport       | 3-1              | Stade du Wankdorf (ancien), Berne |
| 33      | 27 avril 1958 | BSC Young Boys               | Grasshopper Club Zurich | 1-1 ap           | Stade du Wankdorf (ancien), Berne |
| 33      | 15 mai 1958   | BSC Young Boys               | Grasshopper Club Zurich | 4-1              | Stade du Wankdorf (ancien), Berne |
| 34      | 19 avril 1959 | FC Granges (1)               | Servette FC             | 1-0              | Stade du Wankdorf (ancien), Berne |
| 35      | 8 mai 1960    | FC Lucerne                   | FC Granges              | 1-0              | Stade du Wankdorf (ancien), Berne |
| 36      | 23 avril 1961 | FC La Chaux-de-Fonds (6)     | FC Bienne               | 1-0              | Stade du Wankdorf (ancien), Berne |
| 37      | 23 avril 1962 | FC Lausanne-Sport            | AC Bellinzone           | 4-0              | Stade du Wankdorf (ancien), Berne |
| 38      | 15 avril 1963 | FC Bâle                      | Grasshopper Club Zurich | 2-0              | Stade du Wankdorf (ancien), Berne |
| 39      | 30 mars 1964  | FC Lausanne-Sport            | FC La Chaux-de-Fonds    | 2-0              | Stade du Wankdorf (ancien), Berne |
| 40      | 19 avril 1965 | FC Sion                      | Servette FC             | 2-1              | Stade du Wankdorf (ancien), Berne |
| 41      | 11 avril 1966 | FC Zurich                    | Servette FC             | 2-0              | Stade du Wankdorf (ancien), Berne |
| 42      | 15 mai 1967   | FC Bâle                      | FC Lausanne-Sport       | 2-1 (interrompu) | Stade du Wankdorf (ancien), Berne |
| 43      | 15 avril 1968 | FC Lugano                    | FC Winterthour          | 2-1              | Stade du Wankdorf (ancien), Berne |
| 44      | 26 mai 1969   | FC Saint-Gall (1)            | AC Bellinzone           | 2-0              | Stade du Wankdorf (ancien), Berne |
| 45      | 18 mai 1970   | FC Zurich                    | FC Bâle                 | 4-1 ap           | Stade du Wankdorf (ancien), Berne |
| 46      | 12 avril 1971 | Servette FC                  | FC Lugano               | 2-0              | Stade du Wankdorf (ancien), Berne |
| 47      | 22 mai 1972   | FC Zurich                    | FC Bâle                 | 1-0              | Stade du Wankdorf (ancien), Berne |
| 48      | 23 avril 1973 | FC Zurich                    | FC Bâle                 | 2-0 ap           | Stade du Wankdorf (ancien), Berne |
| 49      | 15 avril 1974 | FC Sion                      | Neuchâtel Xamax         | 3-2              | Stade du Wankdorf (ancien), Berne |
| 50      | 31 mars 1975  | FC Bâle                      | FC Winterthour          | 2-1 ap           | Stade du Wankdorf (ancien), Berne |
| 51      | 19 avril 1976 | FC Zurich                    | Servette FC             | 1-0              | Stade du Wankdorf (ancien), Berne |
| 52      | 11 avril 1977 | BSC Young Boys               | FC Saint-Gall           | 1-0              | Stade du Wankdorf (ancien), Berne |
| 53      | 15 mai 1978   | Servette FC                  | Grasshopper Club Zurich | 2-2 ap           | Stade du Wankdorf (ancien), Berne |
| 53      | 4 juin 1978   | Servette FC                  | Grasshopper Club Zurich | 1-0              | Stade du Wankdorf (ancien), Berne |
| 54      | 4 juin 1979   | Servette FC                  | BSC Young Boys          | 1-1 ap           | Stade du Wankdorf (ancien), Berne |
| 54      | 20 juin 1979  | Servette FC                  | BSC Young Boys          | 3-2              | Stade du Wankdorf (ancien), Berne |
| 55      | 26 mai 1980   | FC Sion                      | BSC Young Boys          | 2-1              | Stade du Wankdorf (ancien), Berne |
| 56      | 6 juin 1981   | FC Lausanne-Sport            | FC Zurich               | 4-3 ap           | Stade du Wankdorf (ancien), Berne |
| 57      | 31 mai 1982   | FC Sion                      | FC Bâle                 | 1-0              | Stade du Wankdorf (ancien), Berne |
| 58      | 23 mai 1983   | Grasshopper Club Zurich      | Servette FC             | 2-2 ap           | Stade du Wankdorf (ancien), Berne |
| 58      | 14 juin 1983  | Grasshopper Club Zurich      | Servette FC             | 3-0              | Stade du Wankdorf (ancien), Berne |
| 59      | 11 juin 1984  | Servette FC                  | FC Lausanne-Sport       | 1-0 ap           | Stade du Wankdorf (ancien), Berne |
| 60      | 27 mai 1985   | FC Aarau (1)                 | Neuchâtel Xamax         | 1-0              | Stade du Wankdorf (ancien), Berne |
| 61      | 19 mai 1986   | FC Sion                      | Servette FC             | 3-1              | Stade du Wankdorf (ancien), Berne |
| 62      | 8 juin 1987   | BSC Young Boys               | Servette FC             | 4-2 ap           | Stade du Wankdorf (ancien), Berne |
| 63      | 23 mai 1988   | Grasshopper Club Zurich      | FC Schaffhouse          | 2-0              | Stade du Wankdorf (ancien), Berne |
| 64      | 15 mai 1989   | Grasshopper Club Zurich      | FC Aarau                | 2-1              | Stade du Wankdorf (ancien), Berne |
| 65      | 4 juin 1990   | Grasshopper Club Zurich      | Neuchâtel Xamax         | 2-1              | Stade du Wankdorf (ancien), Berne |
| 66      | 20 mai 1991   | FC Sion                      | BSC Young Boys          | 3-2              | Stade du Wankdorf (ancien), Berne |
| 67      | 8 juin 1992   | FC Lucerne                   | FC Lugano               | 3-1 ap           | Stade du Wankdorf (ancien), Berne |
| 68      | 31 mai 1993   | FC Lugano                    | Grasshopper Club Zurich | 4-1              | Stade du Wankdorf (ancien), Berne |
| 69      | 15 mai 1994   | Grasshopper Club Zurich      | FC Schaffhouse          | 4-0              | Stade du Wankdorf (ancien), Berne |
| 70      | 5 juin 1995   | FC Sion                      | Grasshopper Club Zurich | 4-2              | Stade du Wankdorf (ancien), Berne |
| 71      | 19 mai 1996   | FC Sion                      | Servette FC             | 3-2              | Stade du Wankdorf (ancien), Berne |
| 72      | 8 juin 1997   | FC Sion                      | FC Lucerne              | 3-3 ap (5-4 tab) | Stade du Wankdorf (ancien), Berne |
| 73      | 1er juin 1998 | FC Lausanne-Sport            | FC Saint-Gall           | 2-2 ap (4-3 tab) | Stade du Wankdorf (ancien), Berne |
| 74      | 13 juin 1999  | FC Lausanne-Sport (9)        | Grasshopper Club Zurich | 2-0              | Stade du Wankdorf (ancien), Berne |
| 75      | 18 mai 2000   | FC Zurich                    | FC Lausanne-Sport       | 2-2 ap (3-0 tab) | Stade du Wankdorf (ancien), Berne |
| 76      | 10 juin 2001  | Servette FC                  | Yverdon Sport FC        | 3-0              | Parc Saint-Jacques, Bâle          |
| 77      | 12 mai 2002   | FC Bâle                      | Grasshopper Club Zurich | 2-1 ap           | Parc Saint-Jacques, Bâle          |
| 78      | 11 mai 2003   | FC Bâle                      | Neuchâtel Xamax         | 6-0              | Parc Saint-Jacques, Bâle          |
| 79      | 12 avril 2004 | FC Wil (1)                   | Grasshopper Club Zurich | 3-2              | Parc Saint-Jacques, Bâle          |
| 80      | 16 mai 2005   | FC Zurich                    | FC Lucerne              | 3-1              | Parc Saint-Jacques, Bâle          |
| 81      | 17 avril 2006 | FC Sion                      | BSC Young Boys          | 1-1 ap (5-3 tab) | Stade de Suisse, Berne            |
| 82      | 28 mai 2007   | FC Bâle                      | FC Lucerne              | 1-0              | Stade de Suisse, Berne            |
| 83      | 6 avril 2008  | FC Bâle                      | AC Bellinzone           | 4-1              | Parc Saint-Jacques, Bâle          |
| 84      | 20 mai 2009   | FC Sion                      | BSC Young Boys          | 3-2              | Stade de Suisse, Berne            |
| 85      | 9 mai 2010    | FC Bâle                      | FC Lausanne-Sport       | 6-0              | Parc Saint-Jacques, Bâle          |
| 86      | 29 mai 2011   | FC Sion                      | Neuchâtel Xamax         | 2-0              | Parc Saint-Jacques, Bâle          |
| 87      | 16 mai 2012   | FC Bâle                      | FC Lucerne              | 1-1 ap (4-2 tab) | Stade de Suisse, Berne            |
| 88      | 20 mai 2013   | Grasshopper Club Zurich (19) | FC Bâle                 | 1-1 ap (4-3 tab) | Stade de Suisse, Berne            |
| 89      | 21 avril 2014 | FC Zurich                    | FC Bâle                 | 2-0 ap           | Stade de Suisse, Berne            |
| 90      | 7 juin 2015   | FC Sion (13)                 | FC Bâle                 | 3-0              | Parc Saint-Jacques, Bâle          |
| 91      | 29 mai 2016   | FC Zurich                    | FC Lugano               | 1-0              | Stade du Letzigrund, Zurich       |
| 92      | 25 mai 2017   | FC Bâle                      | FC Sion                 | 3-0              | Stade de Genève, Lancy            |
| 93      | 27 mai 2018   | FC Zurich (10)               | BSC Young Boys          | 2-1              | Stade du Wankdorf, Berne          |
| 94      | 19 mai 2019   | FC Bâle (13)                 | FC Thoune               | 2-1              | Stade du Wankdorf, Berne          |
| 95      | 30 août 2020  | BSC Young Boys               | FC Bâle                 | 2-1              | Stade du Wankdorf, Berne          |
| 96      | 24 mai 2021   | FC Lucerne (3)               | FC Saint-Gall           | 3-1              | Stade du Wankdorf, Berne          |
| 97      | 15 mai 2022   | FC Lugano (4)                | FC Saint-Gall           | 4-1              | Stade du Wankdorf, Berne          |
| 98      | 4 juin 2023   | BSC Young Boys (8)           | FC Lugano               | 3-2              | Stade du Wankdorf, Berne          |
| 99      | 2 juin 2024   | Servette FC (8)              | FC Lugano               | 0-0 ap (9-8 tab) | Stade du Wankdorf, Berne          |
| 100     | 1er juin 2025 | FC Bâle (14)                 | FC Biel-Bienne          | 4-1              | Stade du Wankdorf, Berne          |

## Anecdote
Lors de la finale de 1967 entre le FC Bâle et le FC Lausanne-Sport, Grobéty touche l'attaquant bâlois Hauser de la main dans le dos dans la surface de réparation à la 88e minute alors que le score est de 1-1. L'arbitre Karl Göppel siffle un penalty que le joueur bâlois transforme pour porter le score à 2-1. Les onze joueurs lausannois s'assoient sur la pelouse en signe de protestation et refusent de reprendre le jeu. L'arbitre doit finalement interrompre la partie qui est remportée par forfait par le club rhénan sur le score de 3-0.

## Records
- Plus large victoire : Le record de la plus large victoire dans la compétition a lieu le 12 août 2017 quand Neuchâtel Xamax FCS, alors en Challenge League, étrille l'US Montfaucon 21-0. Champion national du fair-play la saison précédente en championnat de Suisse, le petit club du Jura entre alors directement dans le tableau principal de l'édition 2017-2018 et est alors pensionnaire de 5e ligue, soit sept divisions au-dessous des Neuchâtelois. Le précédent record datait de 1947, quand le FC Granges battait le FC Tavannes 18-0[2],[3]. C'est d'ailleurs la première fois de l'histoire de la compétition qu'un club de 5e ligue entrait dans le tableau principal.

- Plus large victoire en finale : Le record du plus grand écart de buts entre deux finalistes est codétenu par le FC Lausanne-Sport et le Grasshopper Club Zurich. En 1935, les Vaudois se défont facilement du FC Nordstern Bâle 10-0. Mais deux ans plus tard, en 1937, ce sont eux qui subissent la loi du club Zurichois sur le même score. Avec dix buts marqués au total, ces deux finales sont également les plus prolifiques de l'histoire de la Coupe.

- Plus « longue » finale : La victoire en finale la plus longue à se dessiner a lieu en 1948. Comme un score nul lors du match ultime est encore significatif de partie à rejouer, le FC La Chaux-de-Fonds doit s'y reprendre à trois fois pour battre le FC Granges. La première rencontre se joue le 29 mars, mais il faut attendre le 27 juin pour voir les Neuchâtelois s'adjuger pour la première fois la Coupe Suisse.

- Vainqueur final en tant que pensionnaire de division inférieure : Une seule fois dans l'histoire de la compétition un club helvétique qui n'évoluait pas dans la plus haute division du pays est parvenu à soulever le trophée. Alors en Challenge League, le FC Sion s'impose, en 2006, sur le terrain – bien que neutre pour l'occasion – des BSC Young Boys (5-3 aux tirs au but, 1-1 après le temps réglementaire).

- Plus longue invincibilité : Entre 1965, année de sa première victoire en Coupe, et 2015, le FC Sion réalise un sans-faute. Sur les treize finales disputées par le club valaisan, il les remporte toutes. Il faut attendre 2017 pour voir le FC Bâle battre les Sédunois lors du match décisif, un sec 3-0, au Stade de Genève.

## Coupe des Espoirs
De 1986 à 2000 se déroulait en ouverture de la finale de la Coupe Suisse, la finale de la Coupe des Espoirs.

### Finales
| Date          | Vainqueur               | Finaliste               | Score            | Lieu                              |
| 19 mai 1986   | BSC Young Boys          | FC Zurich               | 5-3              | Stade du Wankdorf (ancien), Berne |
| 8 juin 1987   | Grasshopper Club Zurich | BSC Young Boys          | 3-1              | Stade du Wankdorf (ancien), Berne |
| 23 mai 1988   | FC Lausanne-Sport       | Grasshopper Club Zurich | 0-0 ap (4-3 tab) | Stade du Wankdorf (ancien), Berne |
| 15 mai 1989   | FC Lugano               | FC Saint-Gall           | 2-1              | Stade du Wankdorf (ancien), Berne |
| 4 juin 1990   | FC Aarau                | FC Saint-Gall           | 4-1              | Stade du Wankdorf (ancien), Berne |
| 20 mai 1991   | FC Zurich               | BSC Young Boys          | 4-2              | Stade du Wankdorf (ancien), Berne |
| 8 juin 1992   | Grasshopper Club Zurich | FC Lausanne-Sport       | 1-0              | Stade du Wankdorf (ancien), Berne |
| 31 mai 1993   | FC Lugano               | Grasshopper Club Zurich | 3-1              | Stade du Wankdorf (ancien), Berne |
| 15 mai 1994   | Neuchâtel Xamax         | FC Lucerne              | 1-0              | Stade du Wankdorf (ancien), Berne |
| 5 juin 1995   | AC Bellinzone           | FC Sion                 | 1-0              | Stade du Wankdorf (ancien), Berne |
| 19 mai 1996   | FC Winterthour          | FC Zurich               | 1-1 ap (3-0 tab) | Stade du Wankdorf (ancien), Berne |
| 8 juin 1997   | Grasshopper Club Zurich | FC Zurich               | 3-1              | Stade du Wankdorf (ancien), Berne |
| 1er juin 1998 | FC Lucerne              | FC Lausanne-Sport       | 4-1              | Stade du Wankdorf (ancien), Berne |
| 13 juin 1999  | Grasshopper Club Zurich | FC Lausanne-Sport       | 3-0              | Stade du Wankdorf (ancien), Berne |
| 18 mai 2000   | Grasshopper Club Zurich | FC Winterthour          | 4-0              | Stade du Wankdorf (ancien), Berne |